# Javier Morales
Javier Damián Morales (Buenos Aires, Argentina; 10 de enero de 1980) es un exfutbolista y entrenador argentino que jugaba de mediocampista. Actualmente dirige la academia del Inter de Miami de la MLS.

## Carrera como jugador

### Argentina
De 1998 a 2006, Morales jugó para cuatro equipos diferentes en Argentina , entre ellos, Lanús, Arsenal de Sarandí, Newell's Old Boys e Instituto antes de trasladarse a España.

### España
Morales pasó en la temporada 2006-07 a U.D. Vecindario de la Segunda División española . En una única temporada con el club, anotó 5 goles en 23 partidos (20 como titular). En agosto de 2007, se trasladó a los Estados Unidos para jugar en el Real Salt Lake de la MLS.

### Estados Unidos
Morales fue adquirido por el Real Salt Lake, al mismo tiempo que sus compañeros argentinos Matías Mantilla y Fabián Espíndola. Morales tuvo un impacto inmediato para RSL, dando una asistencia en 40 segundos de su debut en la MLS (29 de agosto contra Kansas City Wizards) - el más rápido en la historia de la MLS.
En su segunda temporada con el club de Utah, Morales surgió como un jugador estrella y líder del equipo. Tuvo un total de 6 goles (empatado con Robbie Findley por el segundo lugar con más goles en el equipo, detrás de Yura Movsisyan). Más importante aún, Morales sumó 15 asistencias, rompiendo el récord del club, de 11 de Jeff Cunningham en 2006. Ese año terminó segundo en asistencias totales, solo por detrás de Guillermo Barros Schelotto, del Columbus Crew.
Durante la temporada baja, Morales firmó una extensión de contrato para mantenerlo en Salt Lake hasta 2012. En 2009, continuó como uno de los mejores jugadores de RSL, aunque sus números disminuyeron un poco. Su juego ha sido lo suficientemente sólido como para ganar una selección en el Juego de Estrellas de la MLS de 2009. Morales, que ya era un favorito de los fanáticos, anotó un gol espectacular en la victoria de exhibición del equipo por 1-0 sobre el Club América el 11 de julio. Morales comenzó la temporada 2010 de la MLS con fuerza, anotando dos goles y una asistencia contra los San Jose Earthquakes.
Morales anunció que dejaría el Real Salt Lake el 3 de noviembre de 2016, habiendo anotado más asistencias que cualquier otro jugador en la historia del club. Firmó como agente libre con el FC Dallas el 27 de diciembre de 2016. El 12 de abril de 2018, Morales anunció oficialmente su retiro del fútbol profesional.

## Carrera como entrenador
Al retirarse, Morales se convirtió en entrenador del equipo de la academia sub-13 del FC Dallas, guiando al equipo a un campeonato internacional en el torneo Copa Rayados Internacional en México.
El 19 de febrero de 2019 fue nombrado entrenador de la Academia del Inter de Miami. El 1 de junio de 2023, Morales fue nombrado entrenador interino del club luego del despido de Phil Neville. En junio de 2023, fue reemplazado por Gerardo Martino.

## Clubes

### Como futbolista
| Club               | País           | Año         |
| ------------------ | -------------- | ----------- |
| Lanús              | Argentina      | 1998 - 2000 |
| Arsenal de Sarandí | Argentina      | 2000 - 2003 |
| Lanús              | Argentina      | 2003        |
| Newell's Old Boys  | Argentina      | 2004        |
| Arsenal de Sarandí | Argentina      | 2004 - 2005 |
| Instituto          | Argentina      | 2006        |
| U.D. Vecindario    | España         | 2006 - 2007 |
| Real Salt Lake     | Estados Unidos | 2007 - 2016 |
| FC Dallas          | Estados Unidos | 2017 - 2018 |

### Como entrenador
| Club                         | País           | Año  |
| ---------------------------- | -------------- | ---- |
| Inter de Miami CF (interino) | Estados Unidos | 2023 |

## Palmarés

### Como jugador

#### Campeonatos nacionales
| Título  | Club           | País           | Año  |
| ------- | -------------- | -------------- | ---- |
| MLS Cup | Real Salt Lake | Estados Unidos | 2009 |